# Émergence (album)
Albums de Natasha St-Pier
À chacun son histoire
(2000)
Émergence est le 1er album de Natasha St-Pier sorti en août 1996 au Québec. Il en sortira trois singles dont deux en 1996 (Il ne sait pas et Sans le savoir) et un en 1997 (Portés par la vague). Un titre est chanté en Cantonais Mou'tian et un autre en anglais Friends.

## Pistes (auteurs / compositeurs)
| 1.  | Sans le Savoir[Single]     | Guylaine Daigneault / Steve Barkatt                   | 4:40 |
| 2.  | Il ne sait pas[Single]     | Reynald Fortier                                       | 4:07 |
| 3.  | Les Magiciens              | Louise Paradis – Marc P. Labelle / Alain Sauvageau    | 4:56 |
| 4.  | Pourquoi tu m'aimes        | Marc Chabot / Steve Barakatt                          | 3:49 |
| 5.  | J'ai cru trouver l'amour   | Raynald Fortier                                       | 3:10 |
| 6.  | Mou'tian                   | Kim Wo Chan / Steve Barakatt                          | 4:03 |
| 7.  | Le Parcours du cœur        | Régent Lacroix / Steve Barakatt                       | 4:09 |
| 8.  | Porté par la vague[Single] | Reynald Fortier                                       | 4:20 |
| 9.  | Friends                    | Jean-Benoît Dumais - Natasha St-Pier - Steve Barakatt | 4:00 |
| 10. | Le Monde à refaire         | Jean-Benoît Dumais / Pierre Gagnon                    | 4:15 |
| 11. | Repose ton âme             | Louise Lamarre / John MGale                           | 4:54 |

Single.  Titres sortis en single